# Trung tâm Văn hóa và Nghệ thuật Bangkok
Trung tâm Văn hóa và Nghệ thuật Bangkok (tiếng Anh: Bangkok Art and Culture Centre, viết tắt BACC; tiếng Thái: หอศิลปวัฒนธรรมแห่งกรุงเทพมหานคร) là một trung tâm nghệ thuật đương đại ở Bangkok, Thái Lan. Các sự kiện nghệ thuật, âm nhạc, điện ảnh, phim, thiết kế và văn hóa/giáo dục chọn địa điểm này để tổ chức sự kiện và trình diễn. Trung tâm bao gồm cà phê, tranh ảnh nghệ thuật thương mại, hiệu sách, cửa hàng thủ công, và thư viện tranh. Nó được thiết kế như một địa điểm trao đổi văn hóa, mang lại cho Bangkok một địa điểm hoạt động dựa trên trường nghệ thuật quốc tế. Số lượt khách tăng từ 300.000 trong năm đầu tiên 2007 tại BACC lên đến 1,7 triệu lượt khách vào năm 2017.

## Lịch sử

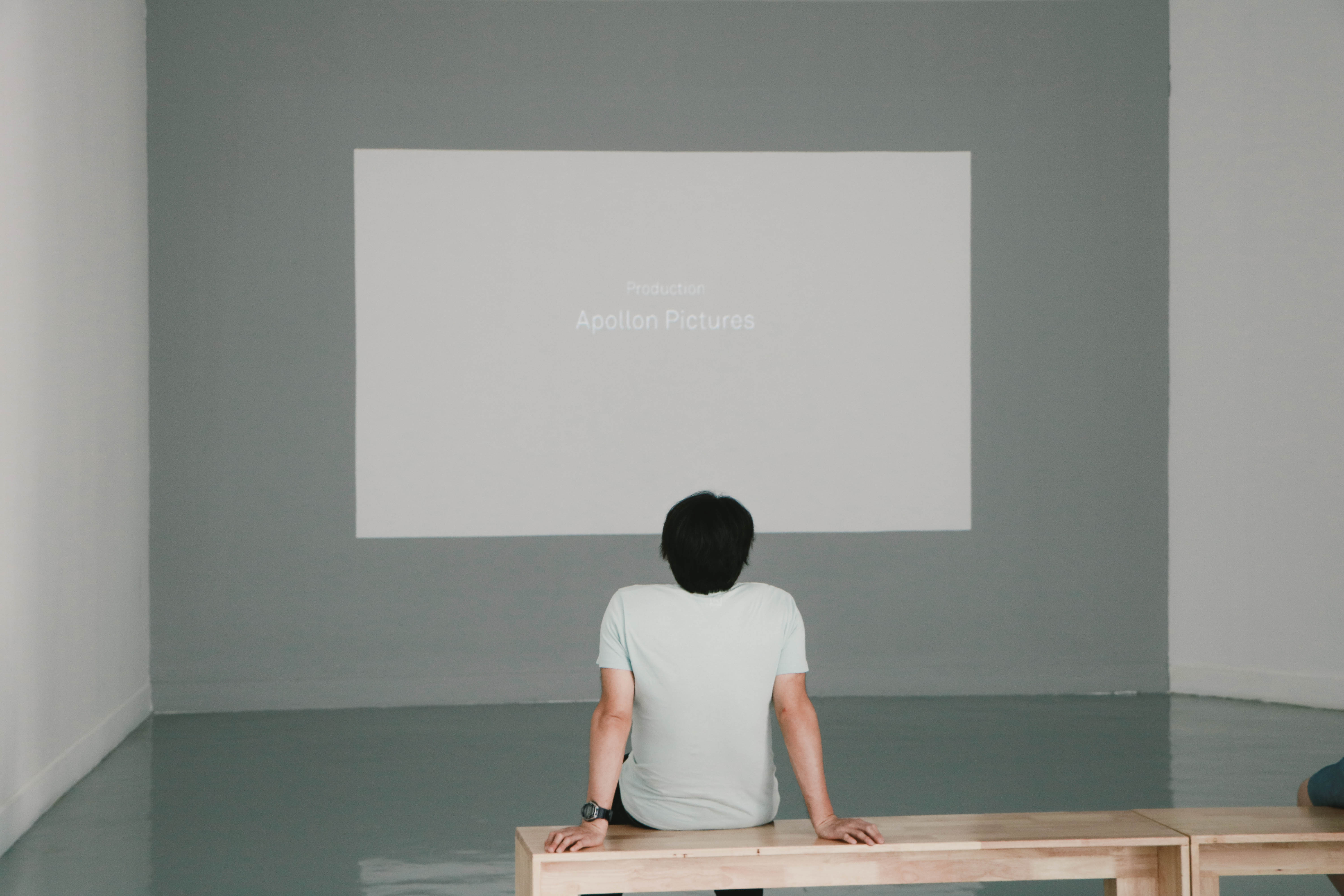
Bên trong BACC

Vào năm 1995, Thống đốc Băng Cốc ông Bhichit Rattakul bắt đầu dự án gọi là "trung tâm nghệ thuật". Sau chấp thuận Trung tâm Văn hóa và Nghệ thuật Bangkok phải nằm gần nút giao Pathumwan, dự án tạm dừng vào năm 2001 khi Samak Sundaravej trở thành thống đốc mới. Ông muốn không gian mua sắm thương mại và tư nhân đầu tư. Tổ chức văn hóa, nghệ sĩ, hoạc sinh, và truyền thông đã tham gia phản đối việc đình chỉ. Vào năm 2004, Apirak Kosayodhin trở thành thống đốc Băng Cốc. Dự án được tiếp tục trưng cầu và thống đốc đồng ý với dự án ban đầu rằng trung tâm nghệ thuật phải được thiết kế như dự tính ban đầu.
Vào ngày 19 tháng 8 năm 2005 a "Tuyên bố hợp tác trong lĩnh vực nghệ thuật và văn hóa bởi Chính quyền Đô thị Bangkok (BMA) và Các tổ chức liên minh trong lĩnh vực nghệ thuật và văn hóa" đã được ký tại công viên Benjasiri. Vào ngày 29 tháng 7 năm 2008 Trung tâm Văn hóa và Nghệ thuật Bangkok đã mở cửa sau nhiều lần trì hoãn.

## Mục tiêu

Lối đi bộ BACC

Mục tiêu của BACC để tạo ra nơi hội họp cho các nghệ sĩ và công chúng, cung cấp chương trình văn hóa cho cộng đồng coi trọng sự tiếp nối văn hóa từ quá khứ đến hiện tại. Nó nhằm mục đích khơi dậy những con đường mới cho đối thoại văn hóa, kết nối, và tạo ra nguồn văn hóa mới từ cộng đồng đến tư nhân. Mục tiêu chính của BACC trở thành địa điểm trao đổi văn hóa.

## Giờ làm việc
Trung tâm Văn hóa và Nghệ thuật Bangkok đóng cửa vào Thứ Hai và mở cửa từ 10:00 sáng đến 9:00 tối từ Thứ Ba đến Chủ Nhật. Không thu phí vào cổng.